# Thomas Freienstein
Thomas Freienstein (Fulda, 9 de março de 1960) é um ex-ciclista alemão que representou a Alemanha Ocidental em duas provas nos Jogos Olímpicos de 1984.